# エブリバディ・ニーズ・サムバディ
「エブリバディ・ニーズ・サムバディ」は1969年11月にザ・テンプターズがリリースした8枚目のシングルである。

## 解説
- オリジナルはアメリカのソウル歌手、ジェイムス・カーが1969年に発表した作品である。

- 両面とも、日本人アーティスト初のメンフィス録音となったアルバム「ザ・テンプターズ・イン・メンフィス」からのシングル・カット。

- 作詞・作曲のBob McDillは、メンフィスのソング・ライターで、ペリー・コモやサム・ザ・シャム&ザ・ファラオスに楽曲を提供している。

## 収録曲
1. エブリバディ・ニーズ・サムバディ【Everybody needs somebody】（3分9秒）ソロ：萩原健一
  - 作詞・作曲:Bob McDill／訳詞：松崎由治
2. 君のいない世界【World without you】（2分58秒）ソロ：萩原健一
  - 作詞:なかにし礼／作曲:川口真